# Herrarnas räck i gymnastik vid olympiska sommarspelen 2000
Herrarnas räck i gymnastik vid olympiska sommarspelen 2000 avgjordes den 16-25 september i Sydney SuperDome.

## Medaljörer
| Gren           | Guld                   | Silver                      | Brons                  |
| Herrarnas räck | Aleksej Nemov Ryssland | Benjamin Varonian Frankrike | Lee Joo-Hyung Sydkorea |

## Resultat

### Final
| Placering | Gymnast                  | Poäng |
| --------- | ------------------------ | ----- |
|           | Aleksej Nemov (RUS)      | 9.787 |
|           | Benjamin Varonian (FRA)  | 9.787 |
|           | Lee Joo-Hyung (KOR)      | 9.775 |
| 4         | Aleksej Bondarenko (RUS) | 9.762 |
| 5         | Oleksandr Beresj (UKR)   | 9.750 |
| 6         | Ilia Giorgadze (GEO)     | 9.625 |
| 7         | Dieter Rehm (SUI)        | 8.925 |
| 8         | Naoya Tsukahara (JPN)    | 8.825 |